# 231st Street
231st Street – stacja początkowa metra nowojorskiego, na linii 1. Znajduje się w dzielnicy Bronx, w Nowym Jorku i zlokalizowana jest pomiędzy stacjami 238th Street i Marble Hill – 225th Street. Została otwarta 27 stycznia 1907.